# MacOS Mojave
macOS Mojave (версия 10.14, /moʊˈhɑːvi, mə-/) — пятнадцатый основной выпуск macOS, настольной операционной системы Apple Inc. для компьютеров Macintosh. Mojave была анонсирована на Всемирной конференции разработчиков Apple 4 июня 2018 года и выпущена для публики 24 сентября. Название операционной системы отсылает к пустыне Мохаве, продолжая использование названий на калифорнийскую тематику, которые начались с OS X Mavericks. Она пришла на смену macOS High Sierra и за ней последовала macOS Catalina. macOS Mojave — последняя версия macOS, в которой представлены приложения iTunes и Dashboard.
macOS Mojave переносит несколько приложений iOS в настольную операционную систему, включая Apple News, Voice Memos и Home. Он также включает в себя более полную «темную тему», является последней версией macOS для поддержки 32-разрядного прикладного программного обеспечения, является последней версией macOS, способной загружаться с раздела HFS+ без сторонних исправлений, а также является последней версией macOS, поддерживающей приложение iPhoto, которое уже было заменено в OS X Yosemite (10.10) более новым приложением Photos.
Mojave был хорошо принят и дополнялся точечными релизами после запуска.

## Название
По многолетней традиции название выбрано в честь географического объекта расположенного на территории США — названа в честь пустыни Мохаве, расположенной на юго-западе США.

## Изменения и нововведения
- Тёмный режим, позволяющий использовать интерфейс в тёмной цветовой схеме. При этом контент становится более заметным, а элементы управления уходят на второй план. Помимо рабочего стола функцию поддерживают такие встроенные приложения как Почта, Сообщения, Карты, Календарь и Фото. API даёт разработчикам возможность использовать тёмный режим и в своих приложениях.
- Динамические обои рабочего стола, изменяющиеся в зависимости от времени суток.
- Файлы одного расширения можно автоматически объединять в стопки для организации пространства рабочего стола.
- В Finder появился новый режим просмотра Gallery View (вместо Cover Flow), позволяющий просматривать миниатюры фотографий, а также подробную информацию о метаданных.
- Четыре новых приложения, перенесённые из iOS: Новости, Акции, Диктофон и Дом. Разработчики получат возможность портировать свои мобильные приложения на macOS в 2019 году.
- Групповые вызовы FaceTime с поддержкой конференций до 32 участников.
- Mac App Store был полностью переработан и получил новый дизайн, а также тематические разделы и удобную навигацию.
- В Safari улучшили систему предотвращения отслеживания пользователей через кнопки «Нравится» и «Поделиться», а также виджеты комментирования в социальных сетях. Браузер получил возможность автоматической генерации надёжных паролей, когда пользователь создаёт новые учётные записи на сайтах, и замены повторяющихся паролей.
- Теперь для использования веб-камеры и микрофона, а также для доступа к персональным данным, приложения должны получить разрешение от пользователя.
- Новый редактор скриншотов, позволяющий выбрать несколько вариантов снятия экрана, включая видеозапись.
- При помощи функции Continuity Camera можно сделать снимок или отсканировать документ на iPhone или iPad и быстро перенести файл на компьютер.

## Поддерживаемые компьютеры
Для macOS Mojave требуются компьютеры Mac с поддержкой Metal (API):
- Модели iMac, выпущенные в конце 2012 г. или позже
- Модели MacBook, выпущенные в начале 2015 г. или позже
- Модели MacBook Pro, выпущенные в середине 2012 г. или позже
- Модели MacBook Air, выпущенные в середине 2012 г. или позже
- Модели Mac mini, выпущенные в конце 2012 г. или позже[6]
- Модели Mac Pro, выпущенные в конце 2013 г., а также в середине 2010 и 2012 гг. с рекомендуемой видеокартой, поддерживающей Metal.
- Модели iMac Pro, выпущенные в конце 2017 г. или позже

## Восприятие
Mojave в целом был хорошо принят технологической прессой. Джейкоб Кастренакес из The Verge посчитал Mojave относительно небольшим обновлением и типичным для релизов macOS 2010-х годов, но как Кастренакес, так и Джейсон Снелл отметили, что релиз намекнул на будущее направление macOS. Напротив, Эндрю Каннингем из Ars Technica считал, что «Mojave ощущается, если не полностью преобразующим, то, по крайней мере, более последовательным, чем последние несколько релизов macOS». Каннингем подчеркнул улучшение производительности и продолжение работы над фундаментом macOS. Брайан Хитер из TechCrunch окрестил Mojave «возможно, самым целенаправленным релизом macOS за последнее время», который сыграл важную роль в убеждении профессиональных пользователей в том, что Apple по-прежнему привержена им.
Новые функции Mojave в целом получили высокую оценку. Критики приветствовали добавление Dark Mode, хотя некоторые отметили, что его эффект был непоследовательным. Например, Карен Хаслам из MacWorld отметила, что он не повлиял на яркий белый фон в Pages. Другие также отметили, что полезность Dark Mode была ограничена отсутствием поддержки со стороны сторонних разработчиков на момент выпуска.

## История релизов
| Версия  | Сборка  | Дата выхода      | Версия Darwin                              | Примечания | Скачивание                                                    |
| ------- | ------- | ---------------- | ------------------------------------------ | --- | ------------------------------------------------------------- |
| 10.14   | 18A391  | 24 сентября 2018 | 18.0.0                                     | Оригинальный релиз Mac App Store About the security content of macOS Mojave 10.14 | н/д                                                           |
| 10.14.1 | 18B75   | 30 октября 2018  | 18.2.0 xnu-4903.221.2~2                    | About the macOS Mojave 10.14.1 Update About the security content of macOS Mojave 10.14.1 | macOS Mojave 10.14.1 Update                                   |
| 10.14.1 | 18B2107 | 30 октября 2018  |                                            | Добавлена поддержка новых графических процессоров Vega в MacBook Pro и MacBook Air. |                                                               |
| 10.14.1 | 18B3094 | 30 октября 2018  |                                            | Добавлена поддержка новых графических процессоров Vega в MacBook Pro и MacBook Air. |                                                               |
| 10.14.2 | 18C54   | 5 декабря 2018   | 18.2.0 xnu-4903.231.4~2                    | About the macOS Mojave 10.14.2 Update About the security content of macOS Mojave 10.14.2 | macOS Mojave 10.14.2 Update macOS Mojave 10.14.2 Combo Update |
| 10.14.3 | 18D42   | 22 января 2019   | 18.2.0 xnu-4903.241.1~4                    | About the macOS Mojave 10.14.3 Update About the security content of macOS Mojave 10.14.3 | macOS Mojave 10.14.3 Update macOS Mojave 10.14.3 Combo Update |
| 10.14.3 | 18D43   | 22 января 2019   | 18.2.0 xnu-4903.241.1~4                    | About the macOS Mojave 10.14.3 Update About the security content of macOS Mojave 10.14.3 | macOS Mojave 10.14.3 Update macOS Mojave 10.14.3 Combo Update |
| 10.14.3 | 18D109  | 7 февраля 2019   | 18.2.0 xnu-4903.241.1~4                    | About the security content of macOS Mojave 10.14.3 Supplemental Update | macOS Mojave 10.14.3 Supplemental Update                      |
| 10.14.4 | 18E226  | 25 марта 2019    | 18.5.0 xnu-4903.251.3~3                    | About the macOS Mojave 10.14.4 Update About the security content of macOS Mojave 10.14.4 | macOS Mojave 10.14.4 Update macOS Mojave 10.14.4 Combo Update |
| 10.14.4 | 18E227  | 25 марта 2019    | 18.5.0 xnu-4903.251.3~3                    | About the macOS Mojave 10.14.4 Update About the security content of macOS Mojave 10.14.4 | macOS Mojave 10.14.4 Update macOS Mojave 10.14.4 Combo Update |
| 10.14.5 | 18F132  | 13 мая 2019      | 18.6.0 xnu-4903.261.4~2                    | About the macOS Mojave 10.14.5 Update About the security content of macOS Mojave 10.14.5 | macOS Mojave 10.14.5 Update macOS Mojave 10.14.5 Combo Update |
| 10.14.6 | 18G84   | 22 июля 2019     | 18.7.0 xnu-4903.270.47~4                   | About the macOS Mojave 10.14.6 Update About the security content of macOS Mojave 10.14.6 | macOS Mojave 10.14.6 Update macOS Mojave 10.14.6 Combo Update |
| 10.14.6 | 18G87   | 1 августа 2019   | 18.7.0 xnu-4903.270.47~4                   | Исправлена ошибка «Пробуждения из спящего режима», из-за которой компьютеры Mac не выходили из спящего режима должным образом. | macOS Mojave 10.14.6 Supplemental Update                      |
| 10.14.6 | 18G95   | 26 августа 2019  | 18.7.0 xnu-4903.271.2~2                    | Обновления безопасности и исправления ошибок - Решено: MacBook выключается во время сна - Исправлено: снижение производительности при обработке больших файлов. - Исправлено: приложения iLife (Pages, Keynote, Numbers, GarageBand и iMovie) не обновляются. - Повторно исправлена уязвимость, которая была случайно не исправлена в предыдущем обновлении, что могло привести к попыткам взлома | macOS Mojave 10.14.6 Supplemental Update                      |
| 10.14.6 | 18G103  | 26 сентября 2019 | 18.7.0 xnu-4903.271.2~2                    | Обновления безопасности и исправления ошибок | macOS Mojave 10.14.6 Supplemental Update                      |
| 10.14.6 | 18G1012 | 29 октября 2019  | 18.7.0 xnu-4903.278.12~4                   | About the security content of Security Update 2019-001 | Security Update 2019-001 (Mojave)                             |
| 10.14.6 | 18G2022 | 10 декабря 2019  | 18.7.0 xnu-4903.278.19~1                   | About the security content of Security Update 2019-002 | Security Update 2019-002 (Mojave)                             |
| 10.14.6 | 18G3020 | 28 января 2020   | 18.7.0 xnu-4903.278.25~1                   | About the security content of Security Update 2020-001 | Security Update 2020-001 (Mojave)                             |
| 10.14.6 | 18G4032 | 24 марта 2020    | 18.7.0 xnu-4903.278.28~1                   | About the security content of Security Update 2020-002 | Security Update 2020-002 (Mojave)                             |
| 10.14.6 | 18G5033 | 25 мая 2020      | 18.7.0 xnu-4903.278.35~1                   | About the security content of Security Update 2020-003 | Security Update 2020-003 (Mojave)                             |
| 10.14.6 | 18G6020 | 15 июля 2020     | 18.7.0 xnu-4903.278.43~1                   | About the security content of Security Update 2020-004 | Security Update 2020-004 (Mojave)                             |
| 10.14.6 | 18G6032 | 24 сентября 2020 | 18.7.0 xnu-4903.278.44~1 Pulled 2020-09-30 | About the security content of Security Update 2020-005 | Security Update 2020-005 (Mojave)                             |
| 10.14.6 | 18G6032 | 1 октября 2020   | 18.7.0 xnu-4903.278.44~1                   | About the security content of macOS 10.14.6 Supplemental Update | Security Update 2020-005 (Mojave)                             |
| 10.14.6 | 18G6042 | 12 ноября 2020   | 18.7.0 xnu-4903.278.44.0.2~1               | About the security content of Security Update 2020-006 | Security Update 2020-006 (Mojave)                             |
| 10.14.6 | 18G7016 | 14 декабря 2020  | 18.7.0 xnu-4903.278.51~1                   | About the security content of Security Update 2020-007 | Security Update 2020-007 (Mojave)                             |
| 10.14.6 | 18G8012 | 1 февраля 2021   | 18.7.0 xnu-4903.278.56~1                   | About the security content of Security Update 2021-001 | Security Update 2021-001 (Mojave)                             |
| 10.14.6 | 18G8022 | 9 февраля 2021   | 18.7.0 xnu-4903.278.56~1                   | About the security content of Security Update 2021-002 | Security Update 2021-002 (Mojave)                             |
| 10.14.6 | 18G9028 | 26 апреля 2021   | 18.7.0 xnu-4903.278.65~1                   | About the security content of Security Update 2021-003 | Security Update 2021-003 (Mojave)                             |
| 10.14.6 | 18G9216 | 24 мая 2021      | 18.7.0 xnu-4903.278.68~1                   | About the security content of Security Update 2021-004 | Security Update 2021-004 (Mojave)                             |
| 10.14.6 | 18G9323 | 21 июля 2021     | 18.7.0 xnu-4903.278.70~1                   | About the security content of Security Update 2021-005 | Security Update 2021-005 (Mojave)                             |